# Agrochola meridionalis
Agrochola meridionalis är en fjärilsart som beskrevs av Dhl. Agrochola meridionalis ingår i släktet Agrochola och familjen nattflyn. Inga underarter finns listade i Catalogue of Life.